# Gillens Zwergwaran
Gillens Zwergwaran (Varanus gilleni) ist eine Art der Schuppenkriechtiere aus der Gattung der Warane (Varanus). Er besiedelt die Trockengebiete in West- und Zentralaustralien.

## Name
Der Waran ist benannt nach Francis James Gillen, der die Tiere während der sogenannten Horn-Expedition 1894 für die Wissenschaft sammelte.

## Merkmale
Gillens Zwergwaran ist ein kleiner Waran von bis zu 38 cm Gesamtlänge, die Schwanzlänge beträgt das 1,2-1,3fache der Kopf-Rumpf-Länge. Die Nasenlöcher sind rund bis oval, und liegen mittig zwischen Schnauzenspitze und Augen. Der Kopf ist recht flach, breit und kurz. Die Schuppen auf den Beinen sind fein. Die Hinterbeine sind kürzer als die Vorderbeine, die Krallen stark gekrümmt. Der Schwanz ist am Ansatz seitlich zusammengedrückt, wird aber zunehmend runder im Querschnitt. Die Schuppen am Schwanz sind regelmäßig in Querringen angeordnet und nicht gekielt.
Die Körperoberseite ist graubraun und wird zu den Körperseiten hin blassgrau. Auf dem Rücken ist eine Bänderzeichnung aus rötlich-braunen Punkten und kurzen Strichen zu sehen. Auf dem Schwanz sind dunkelbraune Streifen.
Wenn Gillens Zwergwaran sich auf den Boden begibt, hinterlässt er im Sand Schleifspuren: eine deutliche, vergleichsweise tief eingedrückte Schleifspur des Schwanzes (sinusförmig mit geringer Amplitude) sowie Fußspuren. Von den sehr ähnlichen Spuren des Trauerwarans (Varanus tristis) sind die Spuren von Gillens Zwergwaran durch ihre relativ zur Körpergröße geringere Stride zu unterscheiden, verlässliche Bestimmung ist jedoch schwer möglich. Andere Waranspuren hingegen zeigen andere Muster und sind so unabhängig von der Größe unterscheidbar.

## Verbreitung und Lebensraum
Gillens Zwergwaran kommt im nördlichen South Australia, dem südlichen Northern Territory und den mittleren Teilen von Western Australia vor. Er bewohnt halbtrockene bis trockene, bewaldete Gebiete mit Kasuarinen (Casuarina), Eukalypten (Eucalyptus) und Akazien (Acacia, vor allem Mulga).

## Lebensweise
Wie alle Warane ist Gillens Zwergwaran ein tagaktiver Einzelgänger. Womöglich hält er eine Ruheperiode während der Trockenzeit. Er ist vor allem ein Baumbewohner, der selten am Boden gesehen wird. Er versteckt sich unter toter Rinde und in Baumhöhlen. Seinen Schwanz kann er als Greiforgan beim Klettern nutzen. Die Aktivität beginnt am frühen Morgen mit Sonnen und anschließender Nahrungssuche; zu den heißesten Mittagsstunden zieht sich die Echse wieder unter Rinde zurück. Zum Nachmittag können sie wieder auf Nahrungssuche gehen. Von dieser Art sind warantypische Kommentkämpfe beschrieben.
Gillens Zwergwaran ist ein Fleischfresser. Beute sucht er vor allem in Bäumen, seltener am Boden. Die Nahrung besteht vor allem aus Geckos, großen Insekten und Heuschrecken, schließt aber auch Vogeleier und kleine Säuger ein. Von Geckos, die zu groß für sie sind, „jagen“ Gillens Zwergwarane die Schwänze, welche die Geckos im Rahmen der Autotomie abwerfen. Auffallend ist, dass sich Gillens Zwergwaran trotz seiner geringen Größe zu großen Teilen von Wirbeltieren ernährt.
Natürliche Feinde von Gillens Zwergwaran sind Raben, kleine Raubvögel, Schlangen und andere Warane.

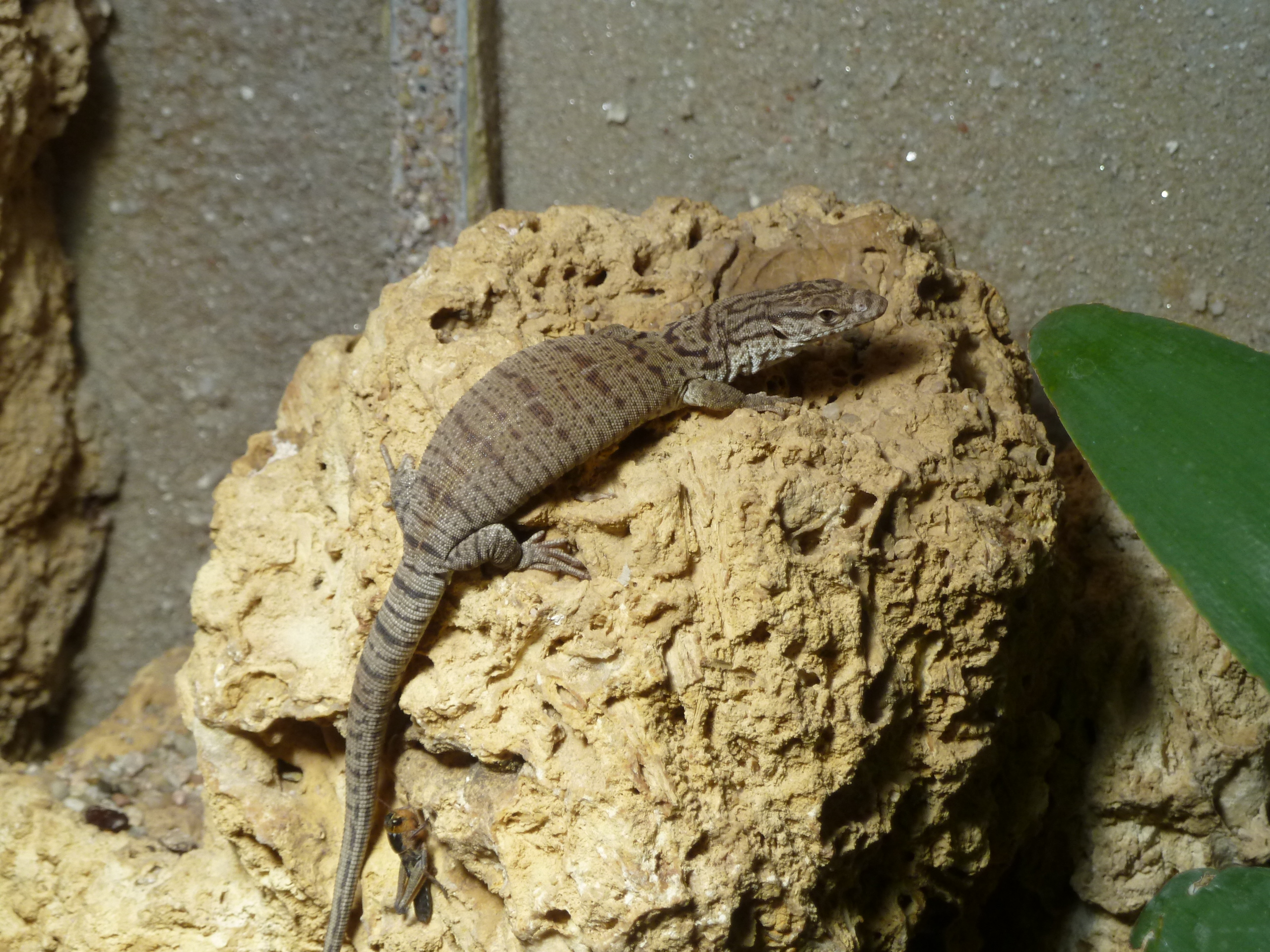
Zuchterfolg bei Gillens Zwergwaranen in der Stuttgarter Wilhelma

In Gefangenschaft gelang die Nachzucht dieser Art mehrmals, in Freiheit ist die Fortpflanzung dieses Warans nur unzureichend bekannt. Die deutsche Erstnachzucht gelang 2006 in der Wilhelma Stuttgart, die europäische Zooerstzucht 2003 in Rotterdam. Männchen erreichen die Geschlechtsreife mit 10, Weibchen mit 9,5 cm KRL. Die Männchen sind offenbar von Juni bis November (Höhepunkt Oktober) spermatogenetisch, die Weibchen von Januar bis März und September bis November (Höhepunkt Oktober) paarungsbereit. Es werden meist 4 Eier gelegt, es sind auch größere oder kleinere Gelege möglich. In Gefangenschaft schlüpften Jungtiere nach 84-131 Tagen.
Der Altersrekord für Gillens Zwergwaran liegt bei 4½ Jahren.

## Systematik
Die Erstbeschreibung erfolgte 1895 durch den englisch-australischen Naturforscher Arthur Henry Lucas und den australischen Herpetologen Charles Frost. Sowohl anhand von Habitus, der Hemipenis-Feinstruktur und mitochondrialer DNA kann V. gilleni in die Untergattung Odatria eingeordnet werden, welche auch alle anderen australischen Zwergwarane beinhaltet.
V. gilleni ist laut Untersuchungen von Fitch et al. (2006) paraphyletisch. In ihrer kladistische Analyse bezogen sie Proben einer damals noch unbekannte Art ein (Exemplarnummern WAM R108999 & WAM R135340), die heute als Varanus bushi (Aplin, Fitch & King 2006, Holotypus WAM R108999) beschrieben ist. Zwei Proben von V. gilleni bildeten unter Einbezug der Proben von V. bushi kein Monophylum, wie in unten stehendem Kladogramm ersichtlich ist.
|  | V. gilleni (SAMA R35961)                                                          |
|  |                                                                                   |
|  | \| \| V. bushi (WAM R108999) \| \| \| \| \| \| V. bushi (WAM R135340) \| \| \| \| |
|  |                                                                                   |
|  | V. bushi (WAM R108999)                                                            |
|  |                                                                                   |
|  | V. bushi (WAM R135340)                                                            |
|  |                                                                                   |

|  | V. bushi (WAM R108999) |
|  |                        |
|  | V. bushi (WAM R135340) |
|  |                        |

|  | V. gilleni (SAMA R35961)                                                          |
|  |                                                                                   |
|  | \| \| V. bushi (WAM R108999) \| \| \| \| \| \| V. bushi (WAM R135340) \| \| \| \| |
|  |                                                                                   |
|  | V. bushi (WAM R108999)                                                            |
|  |                                                                                   |
|  | V. bushi (WAM R135340)                                                            |
|  |                                                                                   |

|  | V. bushi (WAM R108999) |
|  |                        |
|  | V. bushi (WAM R135340) |
|  |                        |

|  | V. gilleni (SAMA R35961)                                                          |
|  |                                                                                   |
|  | \| \| V. bushi (WAM R108999) \| \| \| \| \| \| V. bushi (WAM R135340) \| \| \| \| |
|  |                                                                                   |
|  | V. bushi (WAM R108999)                                                            |
|  |                                                                                   |
|  | V. bushi (WAM R135340)                                                            |
|  |                                                                                   |

|  | V. bushi (WAM R108999) |
|  |                        |
|  | V. bushi (WAM R135340) |
|  |                        |

|  | V. gilleni (SAMA R35961)                                                          |
|  |                                                                                   |
|  | \| \| V. bushi (WAM R108999) \| \| \| \| \| \| V. bushi (WAM R135340) \| \| \| \| |
|  |                                                                                   |
|  | V. bushi (WAM R108999)                                                            |
|  |                                                                                   |
|  | V. bushi (WAM R135340)                                                            |
|  |                                                                                   |

|  | V. bushi (WAM R108999) |
|  |                        |
|  | V. bushi (WAM R135340) |
|  |                        |

## Gefährdung
Gillens Zwergwaran gilt als nicht gefährdet, er könnte jedoch lokal durch Rodungen und Fraßschäden durch Rinder an Bäumen (mit einhergehendem Rückgang der Bäume) Bestandseinbußen erleiden.